# ナイスな心意気
- 嵐 (グループ) > 嵐のディスコグラフィ > ナイスな心意気
- こちら葛飾区亀有公園前派出所 > こちら葛飾区亀有公園前派出所 (アニメ) > ナイスな心意気

『ナイスな心意気』（ナイスなこころいき）は、日本の男性アイドルグループ・嵐の通算8枚目となるシングル。2002年4月17日にジェイ・ストームからアラシ名義で発売された。

## 概要
前作同様、カップリング曲なし・シークレットトーク付きの8cmシングルとして、税込525円で発売。シークレットトークは、釣りや英会話を主題としている。
表題曲は、フジテレビ系アニメ『こちら葛飾区亀有公園前派出所』の8代目エンディングテーマとして、2002年1月6日から同年7月21日まで使用された。これが自身初、そして2023年現在唯一のアニメタイアップとなった。なお、オンエア開始後数回は、曲名のクレジット部分で歌手名が「嵐」と漢字表記でなおかつ太字で強調されていたが、途中から正しい表記である「アラシ」に差し替えられた。また、二宮和也によるソロバージョンも存在する。曲調もジャズ風に変わっており、原曲とは全く違う雰囲気となっている。
PVや音楽番組では、髪を七三分けにし、黒縁メガネにスーツなどのサラリーマン姿で曲を披露した。「漢字の『嵐』とはちがう」という設定であり、「あんな風に踊りたい」「憧れだ」とも本人たちは言っている。PVは、過去に「A・RA・SHI」や「SUNRISE日本」などを手がけた川村ケンスケが監督を務めており、「株式会社アラシ」の日常を表現している。
2008年に、次作『PIKA☆NCHI』と共にマキシシングル化されて再発売された。

## 収録曲
1. ナイスな心意気 
作詞：戸沢暢美、作曲：飯田建彦、編曲：石塚知生
  - フジテレビ系アニメ『こちら葛飾区亀有公園前派出所』エンディングテーマ
2. ナイスな心意気（オリジナル・カラオケ）
3. シークレットトーク

## 収録アルバム
- HERE WE GO!（#14）
- 5×5 THE BEST SELECTION OF 2002←2004（#14）
- 5×10 All the BEST! 1999-2009（Disc1 #9
- 5×20 All the BEST!! 1999-2019（Disc1 #9）
- こち亀百歌選 〜主題歌ベストコレクション〜（#3）

## 映像作品
ナイスな心意気
- ALL or NOTHING
- How's it going? SUMMER CONCERT 2003
- ARASHI Anniversary Tour 5×10
- ARASHI LIVE TOUR Popcorn